# الصليبية ذات النزعة الرومانية
كانت الصليبية ذات النزعة الرومانية (باللغة الرومانية: Cruciada Românismulu) حركة ثورية انتقائية في رومانيا. تأسست الحركة على يدي ميهاي ستيليسكو في أواخر العام 1934، وولدت من فصيل منشق عن الحرس الحديدي، الحركة الفاشية الرئيسية في رومانيا، وكانت ناقدة بشكل لاذع لقائد الحرس الحديدي كورنيليو زيليا كودريانو. أعاد ستيليسكو، الذي كان قد خدم كأحد خطباء الحرس والمنظمين شبه العسكريين، الأيديولوجيا القومية من خلال عدسات مناهضة الرأسمالية ومعاداة السامية «الانسانية»، وتبنى أيضًا بعض الأفكار من الشيوعية والفاشية الإيطالية، ووصف أتباعه في بعض الأحيان بأنهم شتراسريو رومانيا. كانت الصليبية مرتبطة لفترة قصيرة وبشكل محوري في الآن نفسه ببانايت إستراتي، الروائي صاحب الشهرة العالمية والشيوعي المنشق الذي أضاف، قبل وفاته مطلع العام 1935، إلى مزيج «النزعة الرومانية» بعض العناصر من الاشتراكية التحررية. قدم الستيليستيون رمزية شبه عسكرية بديلة إلى رمزية الكوردينيين، التي كانت تضم عبادة الشخصية المحيطة بستيليسكو وإستراتي، إضافة إلى زي من قمصان حمراء غامقة (كارمن)، مقابل القمصان الخضراء المستخدمة من قبل مؤيدي الحرس، التي كانت قد طرحت أيضًا من قبل ستيليسكو خلال وقته هناك. وقد كانوا أيضًا، بمصطلحات جيوبوليتيكية، إما خائفين من النازية أو معادين لها بصورة علنية.
تأرجح الستيليستيون، الذين رسموا خططًا أولية لثورة لا عنفية، بين استقلال انفصالي وتحالفات مع أحزاب قومية ذات مكانة مرموقة بصورة أكبر. في بداية سعيهم وراء مكاسب انتخابية، انجذب الستيليستيون بصورة رئيسية إلى حزب الشعب. في أواخر العام 1935، مرت المجموعة بانشقاق في أعقاب تأسيس قسطنطين كارادجا، ممولها المزعوم، «جبهة وطنية» المنشقة، وعاد في وقت لاحق كمستشار شخصي لستيليسكو. كانت الصليبية بحد ذاتها حزبًا ثانويًا ثبت أن قراره بتصفية حساباته علنًا مع الحرس الحديدي كان كارثيًا. في شهر يونيو من عام 1936، اغتيل ستيليسكو على يدي فرقة موت تابعة للحرس الحديدي، ولم يستمر حزبه سوى لأقل من عام. تولى الجنرال نيكولاي راديسكو قيادة الحزب، سواء بصيغة رسمية أو غير رسمية، إلا أن إدارته أثارت استياء أعضاء الحزب، مثل الصحفي أليكساندرو تاليكس والشاعر فلاديمير كافارنالي، الذين تقدما باستقالتهما في شهر سبتمبر من عام 1936. كان كارادجا لفترة قصيرة رئيس الحركة الصليبية، إلا أنه تخلى عن منصبه في شهر مارس من عام 1937 ليحل محله جيورج بيليوتا، الذي كان آخر زعيم معروف للحركة.
قبل عام 1938، كان كارادجا ما يزال يحاول إعادة تأسيس الحركة الصليبية، إلا أن هذه المحاولات أوقفت من قبل الملك كارول الثاني، الذي حظر جميع الأحزاب السياسية واستبدلها بجبهة نهضة وطنية عينت، في مطلع العام 1939، صليبيين سابقين مثل تاليكس وبيليوتا وكارادجا وسيرجيو ليكا. خلال الحرب العالمية الثانية، برز راديسكو وليكا كخصوم يمينيين للدكتاتورية العسكرية التي أسسها يون أنتونيسكو، في حين بنى كارادجا صورة شخصية دولية كمنقذ لليهود من الهولوكوست. مع بروزه كرئيس وزراء لرومانيا، بعد الانقلاب المناهض لأنتونيسكو في شهر أغسطس من عام 1944، دخل راديسكو في صراع مع الحزب الشيوعي، الذي أطاح بحكومته وأرسله إلى المنفى. اضطهد النظام الشيوعي الناشئ الصليبيين المعروفين، الذين كانوا ما يزالون فصيلًا في حركة المقاومة السرية، حيث جددوا صراعات قديمة أيضًا مع الحرس الحديدي. استثني تاليكس من معاملة كهذه وأتيح له أن يعمل لدى النظام، وخلال الثمانينيات من القرن العشرين أثار تاليكس جدلًا حول الحركة الصليبية بإنكاره أن أيًا من إستراتي أو الستيليستيين كان فاشيًا.

## التاريخ

### البدايات
مع تسميتها خلال سنواتها الأولى ب «النسور البيض»، برزت الحركة الصليبية في مطلع العام 1935 كجماعة منشقة عن الحرس الحديدي. كان انشقاق ستيليسكو عن كودريانو فجائيًا وعلنيًا. في عام 1932، كان ستيليسكو سياسيًا بارزًا في الحرس، وأوكلت إليه مهمة إطلاق الحملات السياسية في بوخارست، وكان أصغر عضو في البرلمان الروماني. كما هو موثق من قبل زوار مثل جين ثاراود وجيروم ثاراود، تفوق ستيليسكو على زعيمه السياسي من ناحية الكفاءة الخطابية والسياسية. ونتيجة لذلك، بدأ كودريانو تسليمه مهمات محفوفة بالمخاطر، إذ ورطه في اغتيال يون جي دوكا رئيس وزراء رومانيا (قضى ستيليسكو فترة في السجن إثر ذلك). ومن المحتمل أيضًا أن رفض كودريانو قلب المؤسسة السياسية رأسًا على عقب أثار غضب ستيليسكو: في عام 1934، كان الحرس يتجنب لفت الأنظار إليه، واكتفى بانتقادات معتدلة لاستبداد الملك كارول الثاني. في شهر أبريل من تلك السنة، بعد فترة قصيرة من اتهام فيكتور بريكوب (الذي كان قد حاول اغتيال كارول)، انضم ستيليسكو بنفسه بصورة علنية إلى الحركة الملكية: قاد ثلاثة أرتال من الطلاب أعلنت ولاءها للملك خارج القصر الملكي في بوخاريست.
مع إعلانه، في شهر سبتمبر من عام 1934، أولى إداناته للتكتيكات الكوردينية، طرد ستيليسكو على الفور من الحرس الحديدي. وتبع القرار تنصل غامض من المسؤولية: يمكن الترحيب بعودة ستيليسكو إلى الحرس بشرط أن يقوم بعمل استثنائي من التضحية بالنفس. وفقًا لأسطورة كودرينية لاحقة، فإن تخطيط ستيليسكو لاغتيال كودريانو كان قد فضح في واقع الأمر. من جانبه، زعم ستيليسكو، عن طريق تلميح إلى مصالحة، بأن كودريانو كان قد حثه بتكتم على تسميم غريم آخر للحرس الحديدي: وزير الخارجية نيكولاي تيتوليسكو.
خرج ستيليكو من حركة كودريانو إلى جانب بعض الناشطين الآخرين رفيعي المستوى، وساعده هؤلاء في تأسيس حزب «النسور البيض»، ومن المحتمل أنهم أقنعوا جميع قطاعات الشباب في الحرس الحديدي بالانضمام لهم. وكما ذكر في عام 1936: «كل ما هو 'حقيقي' في الحرس كان من صنعي أنا، وسيبقى لي إلى الأبد. لم أنضم للحرس كفرد مطلقًا. لقد دخلته مع حركتي بأكملها، التي ما تزال موجودة». يرى المؤرخ فرانكلين ليويس فورد الانشقاق بالأهمية ذاتها، ويحاجج أن ستيليسكو سيطر بصورة فعلية على شبكة «إخوان الصليب»، التي كان قد ساعدها في تجنيدها ضمن الحرس في أواخر العشرينيات من القرن العشرين. مستشهدًا بالنخبوية المفترضة للحرس، (وبصورة خاصة علاقات كودريانو مع «هؤلاء أصحاب الدم الأزرق والذين ثمة شك حول أصلهم [الإثني]»)، كان ستيليسكو يأمل بأن يستند إلى دعم من رجال في الحرس أكثر شعبوية، من بينهم يون موتا وجيورج كلايم. وتشير الأقاويل إلى أن المجموعة المنشقة وجدت سريعًا دعمًا من شخصيات في نظام كارول قدموا لها التمويل كطريقة لإحراز تفوق على الحرس في الدعم.
أصبح وجود الحركة الصليبية رسميًا في 22 من شهر نوفمبر من عام 1934، وقد أحيى مناصرو الحركة ذكرى هذا اليوم بصورة سنوية بوصفه يوم «العمل والصدق والحقيقة». يشير المؤرخ الأدبي ميرسيا يورغوليسكو: «تقيد 'الصليبيون' ببروتوكول مشابه لبروتوكول مناصري الحرس – علامات مميزة واجتماعات أجريت في مناخ من الصوفية والسرية، عبادة شخصية تحيط ب 'زعيمهم' وحج وضم رموز والاستيلاء عليها، وكانوا يخفون وراءها مواقفهم وتوجهاتهم [...] كانت الحركة تمتلك هدفين رئيسيين[...]: 1) توحيد اليمين القومي والمعادي للسامية، 2) إقصاء كورنيليو زيليا كودريانو». في 22 من شهر نوفمبر أيضًا، أسس ستيليسكو صحيفته الأسبوعية التي سميت على اسم الحركة، كروسيادا رومانيسمولوي، والتي شغل أليكساندرو تاليكس منصب محرر فيها وشغل ستيليسكو نفسه منصب رئيس التحرير. كان تاليكس، الذي كان مستقلًا سياسيًا، زميلًا في الجامعة لستيليسكو. وقد أثر فيه تهميش ستيليسكو، إلا أنه لم يكنّ له محبة شخصية حسبما ذكر في مقابلة معه في وقت لاحق. كانت هناك أقاويل أن تاليكس وستيليسكو كانا يحصلان على تمويل من الأمير قسطنطين كارادجا، الذي شغل منصب نائب الرئيس الوطني للحركة الصليبية. وكان منزله أيضًا، في كايلا فيكتوريي 142، مقرًا للحركة الصليبية.
كان من بين الآخرين الذين شاركوا في صحيفة ستيليسكو وحركته الصحفيين سيرجيو ليكا ديم باسارابيانو، وميرسيا ماتيسكو. وانضم إليهم رسام الرسوم المتحركة غال، وفي بعض الأحيان الشاعر الطموح قسطنطين فيرجيل جيورجيو. ترأس شاعر آخر، فلاديمير كافارنالي، قطاعات الحركة الصليبية في بيسارابيا الجنوبية. كان أليكساندر سيابراز يترأس فرع الحركة الصليبية في برايلا، وكان من بين أعضائها الرسام هورنيتز، وشغل المهندس أوسكار ستوينيسكو كلًا من منصبي رئيس الحركة الصليبية في غالاتي والأمين العام على المستوى الوطني. وعلى نحو أكثر شهرة، نشرت كروسيادا رومانيسمولوي مقالات من تأليف بانايت إستراتي. كان إستراتي شخصية أدبية مشهورة واشتراكيًا منذ زمن طويل أثار تنديده العلني بالاتحاد السوفييتي جدلًا دوليًا. ما يزال من غير الواضح إذا ما انضم إستراتي بصورة رسمية إلى الحركة الصليبية كحزب سياسي، على الرغم من أن بعض الكتاب يشيرون بصورة متكررة إلى أن ذلك قد حدث.